# KAT-TUN
KAT-TUN (tiếng Nhật: カトゥーン katūn, đồng âm với từ cartoon) là một ban nhạc Nhật Bản dưới sự quản lý của Johnny & Associates (thường được gọi tắt là JE) và gồm 6 thành viên. Tên của nhóm được cấu tạo từ chữ cái đầu tiên của các thành viên trong nhóm: Kamenashi Kazuya, Akanishi Jin, Taguchi Junnosuke, Tanaka Koki, Ueda Tatsuya và Nakamaru Yuuchi.

## Thành viên
- Kamenashi Kazuya(23-2-1986) là thành viên trẻ nhất của KAT-TUN. Anh là một trong hai giọng ca chính của KAT-TUN cùng với Akanishi Jin. Anh được biết đến với tài năng trong môn bóng chày, có một lần anh đã nằm trong đội tuyển của Edogawa trong giải thi đấu thế giới được tổ chức ở Edogawa, Tokyo[1]; anh đã từ bỏ ước mơ của chơi chuyên nghiệp sau khi gia nhập Johnny & Associates. Kamenashi đã được ra mắt chính thức trong bạn nhóm nhạc tạm Shuji to Akira trước khi chính thức ra mắt cùng với KAT-TUN. Nhóm nhạc Shuji to Akira chỉ phát hành duy nhất một đĩa đơn là "Seishun Amigo", đã trở thành đĩa đơn hay nhất Nhật Bản trong năm 2005 nó đã bán ra được 1 triệu bản sao trong vòng 4 ngày .[2]. Anh cũng đã giành được một số giải thưởng về diễn xuất trong các phim Nobuta wo Produce và Gokusen 2 ; anh cũng đóng trong các phim truyền hình Yuuki, Tatta Hitotsu no Koi, Suppli, 1 Pound no Fukuin và Kami no Shizuku[3].
- Akanishi Jin(4-7-1984) là giọng ca chính thứ hai của nhóm. Anh đã rời khỏi nhóm từ tháng 10 năm 2006 đến tháng 4 năm 2007 để học tiếng Anh tại Los Angeles[4] , chỉ 6 tháng sau khi KAT-TUN chính thức được ra mắt. Vì đã rời khỏi nhóm nên mọi hình ảnh của anh đều không xuất hiện trong album thứ hai của nhóm cũng như không được bán ra trong tour lưu diễn cho đến khi có thông báo chính thức trở lại. Akanishi có thể chơi tốt guitar, anh cũng viết lời bài hát cũng như sáng tác nhạc cho nhóm của mình. Anh cũng là một diễn viên, anh đã đóng Gokusen 2 (cùng với thành viên Kamenashi của nhóm), Anego, Yukan club (với thành viên cùng nhóm Taguchi) và năm 2008 anh còn lồng tiếng trong bộ phim Speed Racer trong phiên bản tiếng Nhật. Anh cũng sẽ xuất hiện trong phim Bandage, phim dự kiến được phát hành vào năm 2010[5].
- Taguchi Junnosuke(29-11-1985), tên thường gọi là Junno, Taguchi-kun. Junno là người có chiều cao lý tưởng nhất trong nhóm KAT-TUN, Junno được những thành viên khác nhận ra khả năng nhào lộn của mình và bây giờ anh rất giỏi nhào lộn và nhảy Tap dance. Taguchi đã từng bị thương và phải làm phẫu thuật vào tháng 2 năm 2004. Junno được biết với hình ảnh là một người tính tình nhẹ nhàng và có trái tim trong sáng và hồn nhiên vô tư. Vì tính hồn nhiên đó Junno thường có những phát biểu gây hậu quả không tốt lắm. Ở một vài topic Junno bị gọi là KY (người không thể cảm nhận không khí xung quanh) nhưng Junno đã từng trả lời phỏng rằng anh ấy không phải là không biết cảm nhận không khí xung quanh, chỉ là anh ấy giả vờ không biết mà thôi[6][7]. Taguchi cũng là một diễn viên từng đoạt giải thưởng diễn viên phụ xuất sắc nhất cho vai diễn trong bộ phim Yukan Club. Anh còn đóng trong vài bộ phim khác Mohou-han, Ganbatte Ikimasshoi, Happy!, Happy! 2, Hanayome to Papa. Anh đã rời khỏi nhóm vào mùa xuân năm 2016.

- Tanaka Koki(5-11-1985) - thường được gọi là Koki. là người viết lời và hát phần lớn lời rap của nhóm. Anh đã không thích và muốn rời khỏi nhóm vào khi họ mời được thành lập năm 2001 nhưng sau concert đầu tiên của họ được tổ chúc năm 2002 anh đã hoàn toàn thay đổi quyết định. Bị ảnh hưởng của làn sóng hip-hop và reggae từ khi còn nhỏ, Koki đã dễ dàng hơn trong việc phát triển theo thiên hướng rapping sau sự đột phá của Sho Sakurai thành viên nhóm Arashi[8]. Với thành viên cùng nhóm Nakamaru, họ đã lập một nhóm hài mang tên TaNaka[9]. Anh đồng thời là một diễn viên và đã giành được giải thưởng với vai diễn trong phim My Boss, My Hero[10], Koki  cũng đã đóng  trong Byakkotai , Tatta Hitotsu no Koi và đóng vai chính đầu tiên trong năm phim truyền hình Tokkyu Tanaka 3 Go chiếu năm 2007.
- Ueda Tatsuya(4-10-1983), thường được gọi là Tat-chan, Uchan, Uepomu, Uebo hay Uepi. Ueda, là thành viên trầm lặng nhất nhóm, nếu không được hỏi đến anh ấy sẽ không trả lời. Ueda là nhóm trưởng chính thức của KAT-TUN từ khi họ thành lập chỉ vì anh ấy muốn người ta gọi anh ấy là "captain" nhưng anh ấy đã từ bỏ ngay sau đó vì không thể chịu được những lời chỉ trích trong quá trình tập nhảy, cũng denoting tính chất nhạy cảm của mình. Ueda chơi tốt ghita, piano là người có khả năng sáng tác cả nhạc và lời bài hát cho nhóm. Anh là thành viên của nhóm có concert cá nhân[11] hồi tháng 9 năm 2008, concert[12] của anh có tên "Mouse Peace". Ueda còn rất thích đấm bốc và được nhận xét là có đủ khả năng để có thể thi lấy bằng boxing chuyên nghiệp[13]. Anh là thành viên duy nhất của nhóm không tham gia đóng phim, nhưng anh sẽ tham gia diễn vai Romeo trong vở kịch Romeo và Juliet, vở kịch sẽ được công diễn vào tháng 3 năm 2009[14].
- Nakamaru Yuichi(4-9-1983) thường được người hâm mộ nhật gọi là Yuichi, người hâm mộ nước ngoài gọi là Maru. Anh là người đầu tiên của JE (Johnny & Associates) có khả năng thể hiện beatboxing và vocal percussion, Nakamaru đã luyện tập rất chăm chỉ và Maru đã thể hiện nó trong hầu hết các bài hát của KAT-TUN. Anh đã tập luyện rất chăm chỉ vì không muốn là một thành viên mờ nhạt trong KAT-TUN[15]. Anh luôn đảm nhận vai trò MC cùng với Kamenashi nhưng trong đời thường, anh ấy hơi rụt rè (nhút nhát) và hay giữ ý, thường trông rất hiền lành khi tiếp xúc với những người lạ. Anh  hiện đang học tại Đại học Waseda ngành môi trường[16]. Nakamaru là thành viên đầu tiên có show[17] biểu diễn cá nhân trong 2 tuần đầu tháng 8 năm 2008. Bộ phim anh đóng vai chính đầu tiên có tên Rescue đã được trình chiếu bắt đầu vào 24 tháng 1 năm 2009 trên kênh TBS.

## Tiểu sử
- Theo quyết định của Johnny Kitagawa vào ngày 16 tháng 3 năm 2001, KAT-TUN được thành lập là một nhóm nhảy phụ hoạ cho Domoto Koichi[18] - lúc đấy đang là người dẫn chương trình cho show ca nhạc "Pop Jam" (NHK). Do đó, họ không có ngày tháng được thành lập một cách chính thức, nhưng theo nhiều ý kiến, họ được thành lập vào ngày 7 tháng 4 cùng năm. Có thể cho rằng buổi ra mắt đầu tiên của nhóm trên TV là "Pop Jam", nhưng thực tế là nhóm đã xuất hiện một lần trước đó trong SP của Music Station vào năm 1999.
- Ban đầu, KAT-TUN chỉ là một nhóm nhảy phụ họa cho Domoto Koichi. Tuy nhiên. KAT-TUN ngày càng thu hút được sự chú ý nên đội hình được giữ lại và duy trì một đội hình cố định.
- Tên của nhóm được cấu tạo từ chữ cái đầu tiên của các thành viên trong nhóm. Mặc dù vậy, nó cũng có thể hiểu là "katsu-un" (tiếng Nhật có nghĩa là "may mắn để thành công"), hoặc "cartoon" (giống như truyện tranh, sau khi đọc xong 1 trang, muốn đọc những trang khác). Cái tên này đặc biệt khó đọc đối với người Nhật nên rất nhiều người, kể cả những người làm việc chung với nhóm đều đọc sai thành "katsuun" hoặc "kattsun".
- Dấu gạch nối ở giữa có ý nghĩa là "fan" (người hâm mộ).
- Đặc biệt KAT-TUN chưa từng học một khóa luyện thanh nào nhưng giọng ca lại gây bất ngờ với những tiền bối và khán giả.

## Danh sách đĩa nhạc

### Album phòng thu
- 2006: Best of KAT-TUN
- 2007: Cartoon KAT-TUN II You
- 2008: KAT-TUN III: Queen of Pirates
- 2009: Break the Records: By You & For You
- 2010: No More Pain
- 2012: CHAIN

## Hoạt động

### TV show
- Hachiji da J (Aug 1998 – Sep 1999; Terebi Asahi)
- music-enta (Apr 19, 2001 – Mar 14, 2002; Terebi Asahi)
- Music Champ (Aug 1997 – Mar 2000; NHK BS2)
- Shounen Club (Apr 2000 – present; BS2)
- Pop Jam (Apr 2001, Mar 2002; NHK)
- Harada no shounen (Apr 2001 – Mar 2003; Terebi Asahi)
- Yoru mo Hippare (2002; Nihon terebi)
- Minna no terebi (Apr 2005 – Sep 2005; Nihon terebi)
- KAT-TUN’s Grand Champions Cup’s supporting project (Oct 1, 2005; Nihon terebi)
- Utawara Hot Hit 10 (Oct 2005 – Mar 2006; Nihon terebi)
- Utawara (Apr 2006 – Jan 2007; Nihon terebi)
- 24 jikan terebi 29 “Ai wa chikyuu wo sukuu” ~kizuna~ (August 26~27, 2006; Nihon terebi)
- Koukousei seifuku taikou dance Koushien (Dec 30, 2006; Nihon terebi)
- Cartoon KAT-TUN (Apr 4, 2007 – đến nay; Nihon terebi)- chương trình này do chính KAT-TUN dẫn chương trình.
- KAT-TUN no sempai, oshiete kudasai! Otona no okite 100 Andokuriimu (Jan 12, 2008; Nihon terebi)

### Radio
- KAT-TUN Style Mon-Fri 23:30-23:40 - Dẫn chương trình: Taguchi Junnosuke, Tanaka Koki

Từ 1-10-2007 - dẫn chương trình: Akanishi Jin, Taguchi Junnosuke
Từ 31-3-2008 - dẫn chương trình: Taguchi Junnosuke, Tanaka Koki (Thứ hai đến thứ năm)
Từ 4-4-2008 - dẫn chương trình: Kamenashi Kazuya (thứ sáu)
- Kamenashi Kazuya Kase by Kase Fri 22:40-22:55 - Dẫn chương trình: Kamenashi Kazuya
- R-One KAT-TUN : Thứ tư 24:00-24:30 - Dẫn chương trình: Ueda Tatsuya, Nakamaru Yuuichi

### Phim truyền hình
- Kowai nichiyobi (Jul 4 – Sep 26, 1999; Nihon terebi)
- Kowai nichiyobi ~new season~ (Oct 3 – Dec 26, 1999; Nihon terebi)
- Nekketsu renai michi (Jan 20 – May 2, 1999; Nihon terebi)
- Kowai nichiyobi ~2000~ (Jul 2 – Nov 26, 2000; Nihon terebi)
- Worst dates (Dec 3, 2000 – Apr 29, 2001; Nihon terebi

### Quảng cáo
- NTT DoCoMo

o        FOMA new9 (920iS) “Ikuze ongaku ver.” (June 2006)
o        NTT DoCoMo (903i) (Nov 26 – Dec 30, 2006; advertised on the trains of Osaka belt line, JR Nishi Nihon)
o        “Bokutachi no jiyuu ver.” (Apr 2007)
- Sky perfect TV

o        “Shin makyuu ver.” (Mar 2006)
o        “Free kick ver.” (May 2006)
o        “Music Life! ver.” (Apr 2006)
o        “Sky perfect! Yokubari pack campaign tonakai channel? ver.” (Dec 2006)
- Rohto

o        Mogitate kajitsu (Jul 2005)
o        Rohto C cube (Oct 2005)
- Lotte

o        Crunky
        “CM ga jimi? ver.” (Sep 2002)
        “Kuse nanda ver.”
        “Kuse nanda ver.II”
        “Oishi tabekata ver.”
        “World king bar ver.”
o        Plus X
o        “Green apple & Red berry ver.” (Nov 2003)
o        “Blue citrus ver.” (2004)
o        “Pink berry ver.” (2005)
o        “Team Plus X ver.” (Nov 22-27, 2005)
o        “Gold pine costume ver.” (Feb 2006)
o        “Gold pine gum 3 box ver.” (Feb 2006)
o        “Rainbow fruit ver.” (Jul 2006)
o        “Original bottle campaign ver.” (Jan 2007)
o        “Magic kiwi ver.” (Jul 2007)
o        “Power up fruit ver.” (Nov 2007)

### Concert
- Okyakusama wa kami sama – Concert 55man nin AI no request ni Kotaete!! (10/4 - 28/4/2002; 2 thành phố và 26 buổi trình diễn)
- Kotoshi mo Ah taihen Thank U Natsu (8 - 28/8/2003; 3 thành phố, 10 buổi trình diễn)
- KAT-TUN no daibouken de SHOW (12 - 20/8/2003; Le Meridien Pacific Tokyo, 20 buổi trình diễn)
- KAT-TUN Live Kaizokuban (28/12/2004 - 10/1/2005; 3 thành phố, 14 buổi trình diễn)
- Spring 05 Looking KAT-TUN (25-27/5/2005, Yokohama Arena, 4 buổi trình diễn)
- Looking 05 KAT-TUN (29/5 - 26/6/2005; 5 thành phố, 14 buổi trình diễn)
- Looking KAT-TUN 2005ing (26-28/8/2005; Yokohama Arena, 6 buổi trình diễn)
- KAT-TUN Special TOKYO DOME CONCERT Debut “Real Face” (17/3/2006; Tokyo Dome, 1 buổi trình diễn)
- Spring Tour ’06 Live of KAT-TUN “Real Face” (28/3 - 7/5/2006; 8 thành phố, 40 buổi trình diễn)
- Spring Tour ’06 in TOKYO DOME Live of KAT-TUN “Real Face” (13-14/5/2006; Tokyo Dome, 2 buổi trình diễn)
- TOUR Cartoon KAT-TUN II You (3/4- 17/6/2007; 7 thành phố, 28 buổi trình diễn)
- 2008 Queen of Pirates Tour! (21/6- 5/8/2008 có 4 buổi tại Tokyo Dome - KAT-TUN là nghệ sĩ Nhật Bản duy nhất lập kỷ lục làm chủ và biểu diễn trên sân vận động Tokyo Dome trong vòng 4 ngày liên tiếp)
- 2009: Break the record by you and for you - KAT-TUN đã lập kỷ lục với 13 ngày bảo vệ "Thành DOME"

### Nhạc kịch
- Dream Boy (Jan 8-31, 2004; Nhà hát Empire)

o        Phiên bản “KAT-TUN & Kanjani8.” (Apr 30 – May 7, 2004; Nhà hát Umeda)
o        “Hideaki Takizawa ver.” (May 8-21, 2004; Nhà hát Umeda ) 
- SUMMARY of Johnnys World (Aug 8-29, 2004; Harajuku Shin Vick Top, 35 buổi trình diễn)
- Hey! Say! Dream Boy (Apri 27 – May 15, 2005; Nhà hát Umeda, 34 buổi trình diễn)
- KAT-TUN vs Kanjani8 Musical Dream Boys (Jan 3-29, 2006; Nhà hát Empire, 38 buổi trình diễn)
- DREAM BOYS (Sep 5-30, 2007; Nhà hát Empire, 38 buổi trình diễn)
- DREAM BOYS (Mar 4 - Apr 16, 2008; Nhà hát Empire, 38 buổi trình diễn; Nhà hát Umeda - 21 buổi trình diễn)

### Ảnh bìa, tạp chí
- Heartbeat KAT-TUN (POTATO)
- Secret Face (DUET)
- KAT-TUN’s MANUAL (Johnny’s Web)
- Ai wa KAT-TUN (The Television)
- KAT-TUN Style (WINK UP)
- R-One KAT-TUN (WINK UP)

### Sách ảnh
KAT-TUN Photobook “KAT-TUN 1st in New York” (2003)

## Giải thưởng
- Japan Gold Disc Awards
  - Single of the Year (Domestic) (for "Real Face")
  - The Best 10 Singles (Domestic) (for "SIGNAL", "Bokura No Machi De" and "Real Face")
  - The Best 10 Albums (Domestic) (for "Best of KAT-TUN")
  - The Best Music Videos (Domestic) (for "Real Face Film")

#### 2008
- Japan Gold Disc Awards
  - The Best 10 Singles (Domestic) (for "Keep the faith" and "Yorokobi No Uta")
  - The Best Music Videos (Domestic) (for "Live of KAT-TUN 'Real Face'")

## Các mốc sự kiện

### Năm 2002
- Vào tháng 8, concert đầu tiên của nhóm "Okyakusama wa Kamisama - Concert 55man nin Ai no request ni Kotaete" (khách mời là chúa trời- concert đáp ứng yêu cầu của 55 vạn người) được diễn ra ở Shouchikuza Osaka trong 2 ngày. Điều này khiến nhóm trở thành nhóm Junior đầu tiên được tổ chức concert trước khi chính thức ra mắt. Và chỉ trong vòng 1 ngày, nhóm đã tổ chức đến 11 show diễn. Nó đã phá kỷ lục số show diễn được tổ chức nhiều nhất trong 1 ngày ở Nhật.

### Năm 2004
- KAT-TUN tham gia biểu diễn "Summary of Johnny’s World" (Sơ lược thế giới Johnny) cùng với NEWS[19].

### Năm 2005
- Tháng 1, KAT-TUN kỷ niệm concert thứ 100 của mình bằng concert "KAT-TUN Live Kaizokuban". DVD của concert này đã dẫn đầu bảng Oricon DVD bán chạy nhất của năm. Trong Lễ trao giải Đĩa nhạc vàng của Nhật lần thứ 21 Japan Gold Disc Award, "Live Kaizokuban" đã nằm trong danh sách Music video của năm.
- Tháng 11, KAT-TUN được chỉ định làm trợ lý sản xuất cho chương trình 2005 World Grand Champions Cup[20].

### Năm 2006
- Ngày 17 tháng 3, "KAT-TUN SPECIAL TOKYO DOME CONCERT Debut "Real Face"" được tổ chức tại Tokyo Dome, làm cho nhóm trở thành những nghệ sỹ đầu tiên trong lịch sử có concert của mình ở Tokyo Dometrước khi chính thức ra mắt.
- Ngày 22 tháng 3, KAT-TUN chính thức ra mắt với cả single "Real face", thêm vào đó nữa là album Best of KAT-TUN và DVD Realface film. Tất cả đều được phát hành trên mục dành riêng cho KAT-TUN, tạo nên một công ty ghi âm dành riêng cho KAT-TUN ở J-storm là J-One Records. Chúng còn liên tục dẫn đầu trong 3 tuần trên bảng xếp hạng Oricon. KAT-TUN trở thành nghệ sỹ thứ hai trong lịch sử làm điều này (người đầu tiên là Ayumi Hamasaki). Bên cạnh đó, bài hát "Real face" của nhóm cũng dẫn đầu trong mục yêu cầu bài hát trên đài phát thanh và tải nhạc trực tuyến.
- KAT-TUN đã giữ kỷ lục dành cho lượng bán ra của đĩa đơn debut cao nhất hàng tuần cũng như kỷ lục dành cho DVD debut của bảng xếp hạng  Oricon trong tuần. Đĩa đơn Real face của nhóm dẫn đầu Oricon trong 3 tuần khiến nhóm trở thành nghệ sỹ đầu tiên trong thiên niên kỷ mới đạt được thành công này. Single được bán ra trên 1 triệu bản trong 9 tuần và là single bán chạy nhất của năm.
- Cùng với sự ra mắt của mình, nhóm đã biểu diễn trước hơn 630,000 khán giả trong suốt tour diễn đầu tiên "Real face" trên cả nước Nhật.
- Ngày 3 tháng 4, "You & J", câu lạc bộ người hâm mộ của KAT-TUN, Kanjani∞, NewS được thành lập.
- Ngày 19 tháng 7, KAT-TUN ra mắt đĩa đơn thứ 2 "Signal". Single này cũng đã dẫn đầu bảng Oricon.
- Ngày 12 tháng 10, Akanishi Jin đã tạm dừng sự nghiệp của mình để đi du học tại Los Angeles, và KAT-TUN trở thành một nhóm với 5 thành viên.
- Ngày 7 tháng 12, KAT-TUN phát hành đĩa đơn thứ 3 "Bokura no machi de" (cũng dẫn đầu bảng Oricon).
- Ba single đầu của KAT-TUN đều được bán ra trên 400.000 bản trong tuần đầu tiên. Nhóm là nghệ sỹ đầu tiên trong lịch sử có cả 3 đĩa đơn kể từ khi ra mắt bán được trên 500.000 bản.

### Năm 2007
- Ngày 4 tháng 4, chương trình truyền hình đầu tiên của KAT-TUN "Cartoon KAT-TUN" được phát sóng.
- Ngày 18 tháng 4, KAT-TUN phát hành album thứ hai Cartoon KAT-TUN II You (dẫn đầu bảng Oricon).
- Ngày 19 tháng 4, Akanishi Jin trở lại từ Los Angeles. Một cuộc họp báo với tất cả các thành viên trong nhóm được tổ chức vào ngày 20, chính thức công bố sự trở lại của anh với làng giải trí. KAT-TUN lại tiếp tục phát triển với tư cách là một nhóm nhạc 6 thành viên.
- Ngày sau đó, Jin xuất hiện trong buổi biểu diễn của KAT-TUN ở Sendai chỉ với mục đích chào mừng fan, nhưng anh đã tham gia 2 bài hát trong phần encore[21].
- Kể từ chương trình biểu diễn ở Osaka, những đồ vật của Jin cũng bắt đầu được bày bán.
- Sự trở lại thực sự của Jin là chương trình biểu diễn của KAT-TUN tại Tokyo Dome, tập sách ảnh và đồ vật được bán ở cuộc biểu diễn với đầy đủ 6 thành viên.
- Ngày 6 tháng 6, KAT-TUN phát hành đĩa đơn thứ 4, "Yorokobi no uta" (cũng dẫn đầu bảng Oricon).
- Ngày 21 tháng 11, đĩa đơn thứ 5 của KAT-TUN "Keep the faith" được phát hành. Đĩa đơn này liên tục đứng đầu bảng Oricon cho đến tận ngày 3 tháng 12, với hơn 351000 bản được bán ra trong tuần đầu tiên.
- Trong suốt năm 2007, KAT-TUN giữ kỷ lục cho hai đĩa đơn bán chạy nhất hàng tuần và đưa hai đĩa đơn này vào top 10 trong hai năm liên tiếp. Sau gần hai năm kể từ khi chính thứ ra mắt, KAT-TUN là nghệ sỹ thứ hai có cả 5 đĩa đơn dẫn đầu bảng xếp hạng và tất cả đều được bán ra trên 300000 bản trong tuần đầu tiên.
- DVD thứ 2 của KAT-TUN năm 2007 được phát hành cùng lúc với đĩa đơn thứ 5, và cũng dẫn đầu bảng xếp hạng của DVD. Nó cũng tạo ra một kỷ lục mới của tuần mở đầu bán ra trong năm. Thêm vào đó, nhóm cũng đạt được vị trí dẫn đầu trong bảng xếp hạng DVD lần thứ ba liên tiếp.
- Đĩa đơn "Real face" của nhóm đã giành giải Đĩa đơn của năm trong Lễ trao giải Đĩa nhạc vàng lần thứ 21 ở Nhật (Japan Gold Disc Award). Hơn nữa, Real face, Signal, Bokura no machi de đều được nằm trong danh sách 10 đĩa đơn hay nhất năm 2007. Album Best of KAT-TUN cũng nằm trong 10 album hay nhất của năm 2007, và DVD "Real face film" cũng nằm trong danh sách Music Video hay nhất của năm 2007.
- Ngày 24,25 tháng 12, KAT-TUN dẫn chương trình "The 33rd Nippon Broadcasting radio charity music-thon" (hai thành viên phụ trách chính là Akanishi Jin và Taguchi Junnosuke dẫn một chương trình radio khác cũng của Nippon Broadcasting System).

### Năm 2008
- Bokura no machi de và Keep the faith giành 2 giải cho 10 đĩa đơn hay nhất trong  trong Lễ trao giải đĩa nhạc vàng lần thứ 22 ở Nhật. DVD concert "Live of Realface" cũng giành giải cho 1 trong 3 Music Video hay nhất.
- Ngày 6 tháng 2, KAT-TUN phát hành đĩa đơn 6, LIPS (dẫn đầu bảng Oricon).
- Ngày 14 tháng 5, đĩa đơn thứ 7 "Don’t U ever stop" cũng chính thức phát hành.
- Ngày 3 tháng 12 năm 2008, KAT-TUN đã phát hành single thứ 8 của họ là "White X’mas" – đây cũng là đĩa đơn dành cho Giáng sinh đầu tiên của họ. Đĩa này phát hành hai ấn bản limited và regular. Tuy nhiên cả hai ấn bản chỉ bán ra trong kỳ nghỉ đông. Đây là đĩa đơn đầu tiên của nhóm không phải là bài hát trong phim cũng như không thuộc dạng B-side nhưng nó vẫn bán được 250.000 bản trong tuần đầu tiên phát hành.
- Ngày 21 tháng 12 năm 2008 đã có thông tin chính thức là KAT-TUN sẽ phát hành đĩa đơn mới là "One Drop"[22], "One Drop" là bài hát chính cho phim truyền hình mới của Kamenashi là Kami no Shizuku, nó sẽ được phát hành vào 11 tháng 2 năm 2009. "One Drop" sẽ phát hành tất cả 3 phiên bản Limited Edition (có kèm DVD), Regular Edition và  Regular Edition. Cả 3 bản đều có đặc điểm riêng.
- 28 tháng 12 năm 2008 Avex Đài Loan đã công bố trên trang web của họ là họ sẽ phát hành ấn bản của DVD "KAT-TUN LIVE TOUR 2008 QUEEN OF PIRATES" vào ngày 20 tháng 1 năm 2009 có kèm phụ đề tiếng Trung Quốc.
- Trước khi tham dự chương trình Coutdown hàng năm của Johnny vào ngày 31 tháng 12 năm 2008, KAT-TUN đã thực hiện một chương trình phát thanh đặc biệt với ba bài hát Keep the faith, One Drop và Yorokobi no Uta. Đây là lần đầu tiên One Drop được ra mắt công khai.

### Năm 2009
- Ngày 1 tháng 1 năm 2009: DVD KAT-TUN LIVE TOUR 2008 QUEEN OF PIRATES được phát hành. DVD này đã liên tiếp 6 ngày nằm ở vị trí số 1 của top Oricon dành cho số lượng phát hành trong ngày. DVD này cũng đã đạt được No1 Oricon về số lượng bán ra trong 1 tuần với 171.000 bản được bán ra. Với DVD này KAT-TUN đã thiết lập thêm được một vài kỷ lục nho nhỏ mới.
  1. tổng số lg DVD music cao nhất trong số các nam nghệ sĩ là 1.690.000 bản
  2. DVD Real face flim bán được 476.000 bản
  3. DVD Real face flim tuần đầu tiên bán được 374.000 bản
  4. 6 dvd liên tiếp dẫn đầu
- Cũng trong ngày 1 tháng 1 năm 2009 đã có tin xác nhận chính thức rằng Kamenashi Kazuya sẽ tiếp tục là diễn viên chính trong vở nhạc kịch "DREAM BOYS" bắt đầu vào tháng 9, nó sẽ có tất cả 38 shows[23].
- Ngày 22 tháng 1 năm 2009 đã có xác nhận chính xác là đĩa đơn thứ 10 của nhóm sẽ phát hành vào ngày 11 tháng 3 năm 2009[24], đĩa đơn thứ 10 có tên là "RESCUE" đây là bài hát chính cho bộ phim truyền hình cùng tên Rescue do thành viên của nhóm Nakamaru Yuichi đóng vai chính. Single thứ 10 cũng sẽ phát hành 3 phiên bản như đĩa đơn One Drop.
- Ngày 23 tháng 1 năm 2009 đã có tin chính thức là KAT-TUN sẽ có show diễn 7 ngày liên tiếp tại Tokyo Dome, họ sẽ thiết lập kỷ lục mới với việc là những người đầu tiên sẽ biểu diễn tại Tokyo Dome trong liên tiếp 7 ngày. Dự án này của họ đã được chính Johnny Kitagawa ra mặt xác nhận[25].
- Ngày 11 tháng 2 năm 2009 single One Drop đã chính thức được phát hành, số lượng đĩa bán được của One Drop đã đứng đầu 3 hạng mục trong bảng xếp hạng đĩa đơn của Oricon là ngày, tuần và tháng.
- Ngày 11 tháng 3 năm 2009 single Rescue đã được phát hành. Single này tiếp tục đứng đầu 2 hạng mục trong bảng hạng mục trong bảng xếp hạng đĩa đơn của Oricon là ngày và tuần.
- Ngày 26 tháng 3 năm 2009 Jimusho đã thông báo rằng  DOMUCON Concerts [26] đã được tăng lên thành 8 ngày liên tiếp, lập nên 1 kỉ lục mới về số ngày biểu diễn liên tiếp tại Tokyo Dome. Concert ban đầu dự tính từ ngày 5/15 đến 5/21, nhưng do tình trạng cháy vé mà JE phải thêm 1 ngày nữa là ngày 22. Chưa hết, KAT-TUN còn biểu diễn thêm hai ngày khác ở  Tokyo Dome vào tháng 6 là ngày 14 và 15 và từ 29 đến 31 tháng 5 tại Osaka để có thể đáp ứng được nhu cầu của 800.000 khán giả.[27]
- Trong tháng 3, Album thứ 4 của KAT-TUN có tên "Break the Records-by you & for you" đã chính thức được thông báo sẽ phát hành vào ngày 29-3 trên trang web chủ[28] của nhóm.

## Chú giải
1. ↑  Chương trình J-sport 2003
2. ↑  Seishun Amigo Lưu trữ ngày 5 tháng 11 năm 2008 tại Wayback Machine, Wiki.theppn; retrieved on August 17, 2008 & Utawara 27/11/2005.
3. ↑  [DramaWiki: Kamenashi Kazuya]; 16/10/2008.
4. ↑  Akanishi back in Japan Lưu trữ ngày 22 tháng 2 năm 2012 tại Wayback Machine, Tokyograph, Sports Hochi; retrieved on August 1, 2008.
5. ↑  KAT-TUN's singer Jin Akanishi to make film debu[liên kết hỏng]
6. ↑  "Karei Naru Ichizoku" named Drama of the Year, Tokyograph, Sankei Sports; retrieved on August 18, 2008.
7. ↑  "Yukan Club" dominates Drama Grand Prix, Tokyograph, Nikkan Sports; retrieved on August 18, 2008.
8. ↑  Trong chương trình Shounen Club Premium - 15/06/2008.
9. ↑  TaNaka là tên ghép lấy chữ "Ta" trong họ Tanaka và Naka trong họ Nakamaru
10. ↑  Drama of the Year by TVnavi readers, Tokyograph, TVnavi; retrieved on August 17, 2008.
11. ↑  KAT-TUN's Ueda to hold solo concert, Tokyograph, Sankei Sports; retrieved on August 17, 2008.
12. ↑  Buổi biểu diễn âm nhạc mang tính chất rộng hơn show
13. ↑  Cartoon KAT-TUN - tập 41, 26/1/2008
14. ↑  Phỏng vấn của đài NHK 21/01/2009
15. ↑  Phỏng ván của chương trình Shounen Club Premium - 16/12/2007.
16. ↑  KAT-TUN's Nakamaru begins studies at Waseda, Tokyograph, Sports Hochi; 17/08/2008
17. ↑  1 Buổi biểu diễn không chỉ là âm nhạc, nó có thể là kịch
18. ↑  thành viên của nhóm Kinki Kids
19. ↑  1 nhóm nhạc khác cũng trực thuộc Johnny & Associates
20. ↑  ,2005 World Grand Champions Cup
21. ↑  đây là phần mà người hâm mộ yêu cầu ca sĩ trở lại sân khấu sau khi chương trình chính kết thúc
22. ↑  CD-Japan - ONE DROP[liên kết hỏng]
23. ↑   Lưu trữ ngày 30 tháng 3 năm 2009 tại Wayback Machine, Trang chủ của KAT-TUN
24. ↑  CD-Japan - RESCUE[liên kết hỏng]
25. ↑  KST, Sports Hochi; 23/1/2008.
26. ↑  Tên gọi tắt của concert 7 ngày
27. ↑  Samurai KAT-TUN! 8 ngày biểu diễn liên tiếp tại Tokyo Dome.
28. ↑  "J-One Records". Bản gốc lưu trữ ngày 14 tháng 9 năm 2008. Truy cập ngày 27 tháng 1 năm 2009.